# Ableton Live
Ableton Live is een sequencer en een hulpmiddel voor muziekproductie voor Windows en macOS. In tegenstelling tot veel andere sequencersoftware is Ableton Live ontworpen om zowel te kunnen worden gebruikt als instrument bij liveoptredens als voor componeren, arrangeren en opnemen. Dj's gebruiken het programma ook voor het in elkaar laten overvloeien van muziek en andere effecten, omdat het een breed scala aan mogelijkheden biedt voor digitale geluidsbewerking.

## Uitgaven
Ableton Live kan worden opgedeeld in de volgende drie uitgaven:
Ableton Live Intro:
Dit is de simpelste uitgave van de drie. Deze uitgave wordt geleverd met minder functies dan Ableton live Standard en Suite. Er ontbreken bijvoorbeeld effecten die wel in de andere uitgaven zijn opgenomen, of er is alleen de simpele versie aanwezig (bijvoorbeeld zoals bij Simple Delay).

Ableton Live Standard:
Dit is de standaard versie.

Ableton Live Suite:
Dit is de uitgebreidste versie. Deze versie biedt alle effecten en geluiden.

## Effecten
| Audio-effecten | MIDI-effecten |
| --- | --- |
| \| - Auto Filter - Auto Pan - Beat Repeat - Chorus effect - Dynamic range compression - Corpus - Dynamic Tube - EQ Eight - EQ Three - Erosion - Filter Delay - Flanging - Frequency Shifter - Noise gate - Grain Delay \| - Compressor limiter - Music loop - Dynamic range compression - Distortion - Phaser - Ping Pong Delay - Redux - Resonators - Reverberation - Clipping - Simple Delay - Spectrum analyzer - Utility - Gramophone record Distortion - Vocoder \| | - Arpeggiator - Chord - Note Length - Pitch shift - Random - Scale - Velocity |
| - Auto Filter - Auto Pan - Beat Repeat - Chorus effect - Dynamic range compression - Corpus - Dynamic Tube - EQ Eight - EQ Three - Erosion - Filter Delay - Flanging - Frequency Shifter - Noise gate - Grain Delay | - Compressor limiter - Music loop - Dynamic range compression - Distortion - Phaser - Ping Pong Delay - Redux - Resonators - Reverberation - Clipping - Simple Delay - Spectrum analyzer - Utility - Gramophone record Distortion - Vocoder |